# Danville, Kentucky
Danville är en stad i Boyle County i delstaten Kentucky, USA. Danville är administrativ huvudort (county seat) i Boyle County. År 2000 hade orten 15 477 invånare. Den har enligt United States Census Bureau en area på 40,9 km², allt är land.